# Марійський державний технічний університет
Марійський державний технічний університет (рос. Марийский государственный технический университет, повна назва Державний освітній заклад вищої професійної освіти "Марійський державний технічний університет", також відомий як МарДТУ, МарГТУ) — єдиний технічний і один з перших ВНЗ республіки Марій Ел в Росії, найбільший навчально-науковий центр республіки.

## Назви
- 1932-1968 - Поволзький лісотехнічний інститут ім. М. Горького (ПЛТІ).
- 1968-1982 - Марійський політехнічний інститут ім. М. Горького (МарПІ)
- 1982-1995 - Марійський Ордена Дружби народів політехнічний інститут ім. О. М. Горького.
- 1995-даний час - Марійський державний технічний університет (МарДТУ).[2]

## Факультети
- Лісопромисловий факультет
  - Стандартизація та метрологія
  - Технологія й устаткування лісозаготівельних і деревообробних виробництв (ТОЛДП)

- Механіко-машинобудівний факультет
  - Агроінженер - скорочена форма навчання (АІУ)
  - Теплотехніка і теплоенергетика
  - Матеріалознавство і технології матеріалів
  - Технологічні машини та обладнання
  - Конструкторсько-технологічне забезпечення машинобудівних виробництв
  - Експлуатація транспортно-технологічних машин і комплексів

- Радіотехнічний факультет
  - Біотехнічні системи і технології
  - Радіотехніка (РТБ)
  - Радіоелектронні системи та комплекси
  - Інфокомунікаційні технології та системи зв'язку (ІТС)
  - Конструювання і технологія електронних засобів - скорочена форма навчання
  - Управління в технічних системах

- Будівельний факультет
  - Будівництво (СТР)
  - Будівництво унікальних будівель і споруд

- Факультет інформатики та обчислювальної техніки
  - Інформаційна безпека автоматизованих систем
  - Інформацонная безпека
  - Інформатика і обчислювальна техніка (ІХТ)
  - Програмна інженерія

- Факультет лісового господарства та екології
  - Екологія і природокористування (Екіп)
  - Лісове справа (ЛСД)
  - Лісове справа - скорочена форма навчання (ЛСДу)
  - Ландшафтна архітектура

- Факультет природооблаштування і водних ресурсів
  - Землевпорядкування та кадастри
  - природокористування  і водокористування (ПіВПб)
  - Техносферна безпека

- Факультет соціальних технологій
  - Реклама і зв'язки з громадськістю
  - Лінгвістика
  - Соціальна робота (СРБ)
  - Сервіс
  - Туризм

- Факультет управління та права
  - Менеджмент
  - Державне та муніципальне управління
  - Торгівельна справа
  - Торгівельна справа - скорочена форма навчання

- Економічний факультет
  - Економіка (ЕКО)
  - Бізнес-інформатика
  - Прикладна інформатика (ПІБ)

## Виноски
1. ↑  Єдиний державний реєстр юридичних осіб РФ
2. ↑  МарГТУ - Історія. Архів оригіналу за 15 червня 2010. Процитовано 22 березня 2011.